# Bad Astronaut
Bad Astronaut es una banda estadounidense de indie/rock formada en Santa Bárbara, California en 2000 por Joey Cape, cantante de Lagwagon y Derrick Plourde, exbaterista de la misma banda. En Bad Astronaut, Joey Cape explora un nuevo estilo de pop, con letras a menudo de profundas e intrincadas en cuestiones personales.

## Historia
En 2001 la banda saca a la venta su primer trabajo llamado "Acrophobe", que fue lanzado por Honest Don's Records. Se pueden apreciar canciones de muy buena calidad como "Anecdote", "Grey Suits" o "Logan´s Run". 
Ese mismo año, Bad Astronaut publica un split con Armchair Martian que se titula "War of the Worlds". En 2002 sacan su segundo álbum titulado "Houston: we have a drinking problem", donde muestran su primer y único videoclip "The passenger". Este álbum cuenta con buenas melodías, canciones y arreglos que se pueden ver en canciones como "These Days", o "Disarm". 
En marzo de 2005, el baterista Derrick Plourde se suicida; cabe destacar que padecía de trastorno bipolar, enfermedad que tenía desde niño y que hizo más probable este suceso.
Esto lleva a Joey Cape a un punto de reflexión en donde escribe letras en muy poco tiempo, y saca un álbum titulado "Resolve" pocos meses después con Lagwagon. Las letras tratan de su amigo Derrick, y el álbum es un homenaje al baterista. Esto lleva a que Cape no quiera seguir con el tercer álbum de Bad Astroanut pero luego se da cuenta de que es el mejor homenaje para su amigo. El resultado final es Twelve small steps, one giant disappointment lanzado el 14 de noviembre de 2006 donde se encuentran temas dignos como "Beat","Stillwater de California", "San Francisco Serenade" o "The F Word". También el nombre del disco hace referencia a lo sucedido llamándose "doce pequeños pasos, una decepción gigante”. Luego la banda se separó y Cape formó otra banda llamada Afterburner donde solo sacaron cuatro canciones que están en su perfil de MySpace.
En 2010 Se juntaron los integrantes de Bad Astronaut y tocaron una serie de sus canciones más sobresalientes.

## Discografía

### Álbumes de estudio
| Año  | Título                                       | Discográfica         |
| ---- | -------------------------------------------- | -------------------- |
| 2001 | Acrophobe                                    | Honest Don's Records |
| 2001 | War of the worlds (álbum)                    | Owned & Operated     |
| 2002 | Houston: we have a drinking problem          | Honest Don's Records |
| 2006 | Twelve small steps, one giant disappointment | Fat Wreck Chords     |
| 2024 | Untethered                                   | Fat Wreck Chords     |

## Miembros
- Joey Cape - voz principal, guitarra
- Marko DeSantis - bajo
- Derrick Plourde - batería (fallecido en 2005)
- Angus Cooke - sello, percusión y coros
- Thom Flowers - guitarra, vocales
- Jonathan Cox - teclado
- Todd Capps - teclado y vocales